# Черевички Божої матері
«Черевички Божої матері» — роман української письменниці Марії Матіос, який вперше вийшов друком у 2013 р. Розповідає про долю дванадцятирічної Іванки Борсук, милої, невинної дівчинки, яка у жорстокий спосіб пізнає, що таке в цьому житті добро, а що — зло. Події розгортаються на тлі бурхливих та надзвичайно трагічних подій XX ст., у селі Черемошне, що на Буковині.

## Короткий зміст
У романі буковинської письменниці Марії Матіос про події 30-40-х років XX століття йдеться про дівчинку Іванку з родини Борсуків.  
Одного разу повертаючись від свого прадіда, у лісі вона знаходить рожеву квітку, вважаючи, що та має чудо-силу. Щоб жодна зла сила не побачила цієї рослини, Іванка приховує квітку в долонці, яку розрізала грибним ножем. Через деякий час долонька дівчинки загноїлася, батьки були вимушені піти до мольфарки, а згодом до чарівника Івана Притуляка, проте нічого не допомагало. Лише після того, як у Іванки почалася гарячка, батьки звернулися за допомогою до лікаря Маєра, який врятував дитину.  
Коли дівчинка вкотре поверталася з молоком від свого прадіда через ліс, їй здалося, що хтось стежить за нею. Як виявилося згодом, у лісах на галицькому і буковинському боці окопувалися москалі. З того часу Іванка почала загикуватися, а подекуди її змагала падуча (як казали в народі ― чорна хвороба). Батьки вирішили звернутися до їхньої сусідки, москалиці Северини. Цілителька лікувала дівчинку непочатою водою, кропивою, нашіптувала різні замовляння ― і хвороба відпустила Іванку. Проте ненадовго. Після того як Петро-контрабандист зустрів її в лісі, коли та поверталася від прадіда, хвороба повернулася. 
Одного червневого вечора Іванка стає свідком подій, пов'язаних із відправленням її односельчан-євреїв на заслання. Вже через тиждень до села дійшла вістка, що "німець напав на поляка" ― почалася війна. У село ввійшли німці, вони, як і красні комісари, заарештували євреїв, які ще залишилися. Приводом до арешту стало те, що нібито хтось поранив німецького офіцера. Перед розстрілом, Іванка побігла шукати в лісі маленького Елі Шерфа, якому вдалося уникнути долі своєї єврейської родини.

## Головні герої
Іванка Борсук — боже створіння, ніжне і лагідне, хворе, а від того ще більше не од світу сього. Дівчинка живе серед своїх фантазій та фантазій своїх дідів-бабів-москалиць, у яких все зрозуміло: тут — добро, тут — зло. Життя їй покаже, що ставний та гарний «красний комісар», у якого майже закохалась Іванка, може бути жорстоким катом. А свої дядьки-односельці — катами не меншими, а то й жорстокішими.
Дід Іван — прадід Іванки, живе неподалік Дідькової Ями.
Москалиця Северина — сусідка сім'ї Борсук, знахарка. Народилася від солдата-русака та погвалтованої ним сільської дівчини Катринки.

## Відгуки
"Повість є важливою для усвідомлення національного й культурного різноманіття народів, що традиційно проживають в Україні, поглиблення розуміння між ними, виховання міжкультурної толерантності, прищеплення загальнолюдських моральних цінностей" (Горбач Н.В., Міщенко С.Ю.)
"Книга М. Матіос пронизана гуманістичною думкою про збереження життя, наповнена молитвою, біблійними асоціаціями, життєвою правдою та філософськими наративами. Минуле, теперішнє і майбутнє цілісно сплітається в єдиний життєвий ланцюг, де люди намагаються осягнути незбагненність буття" (Солодка Л.О.)
"Авторка наголошує, що війна лишає сліди не тільки на тілі поранених і вбитих, але й на серцях живих" (Горбач Н.В., Міщенко С.Ю.)

## Літературне значення
Провідною темою книги "Черевички Божої Матері" Марії Матіос є трагедія голокосту й геноциду, які розгортаються на західних землях України у 20 столітті.